# نیویورک سیتی سنتر
نیویورک سیتی سنتر (انگلیسی: New York City Center) یک مرکز نمایش در نیویورک، ایالات متحده آمریکا است.
این مرکز که منطقه منهتن قرار دارد در سال ۱۹۲۲ ساخته شده و دارای سه سالن با ظرفیت‌های ۲٬۲۵۷ نفر، ۳۰۰ نفر و ۱۵۰ نفر می‌باشد.

## نگارخانه

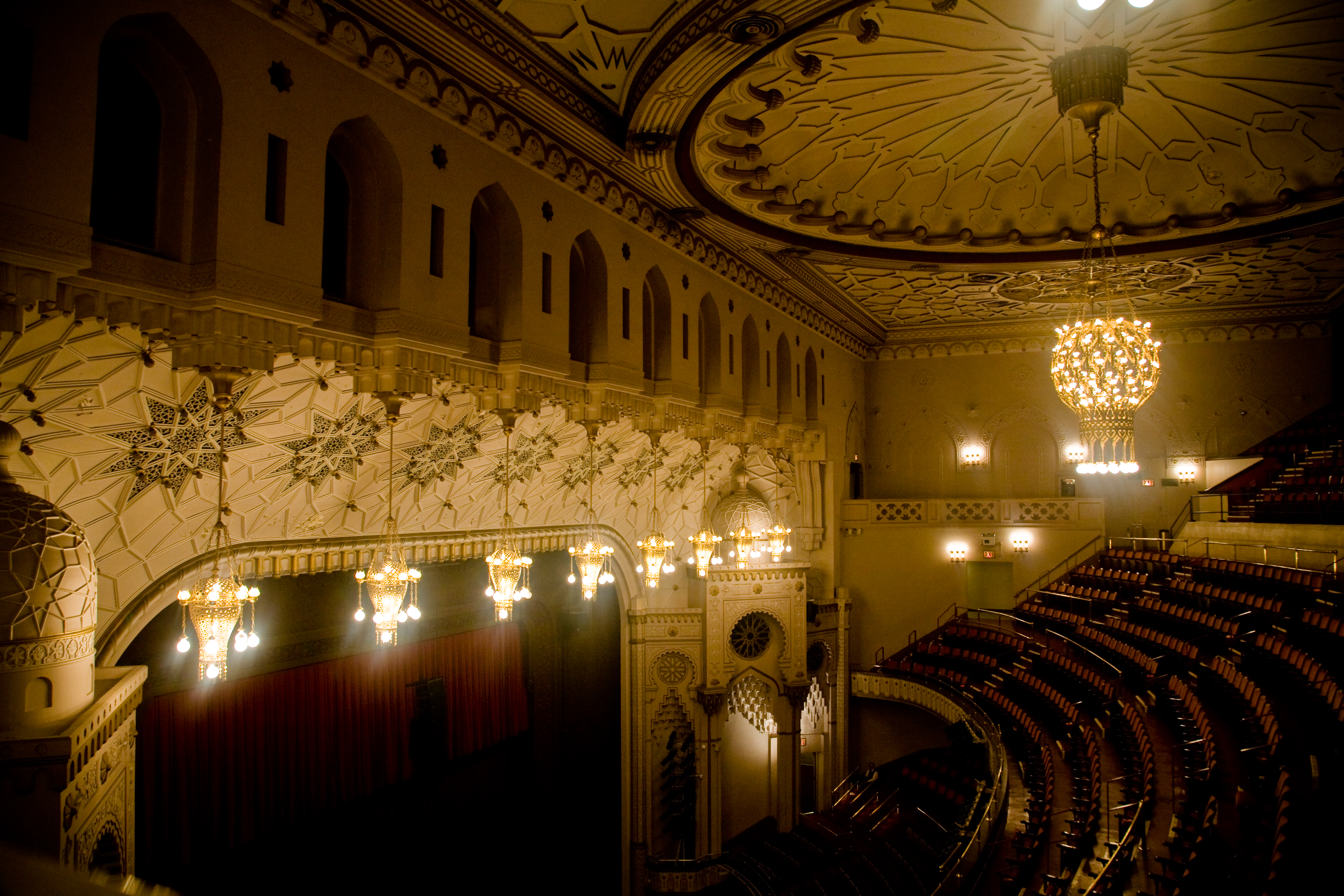
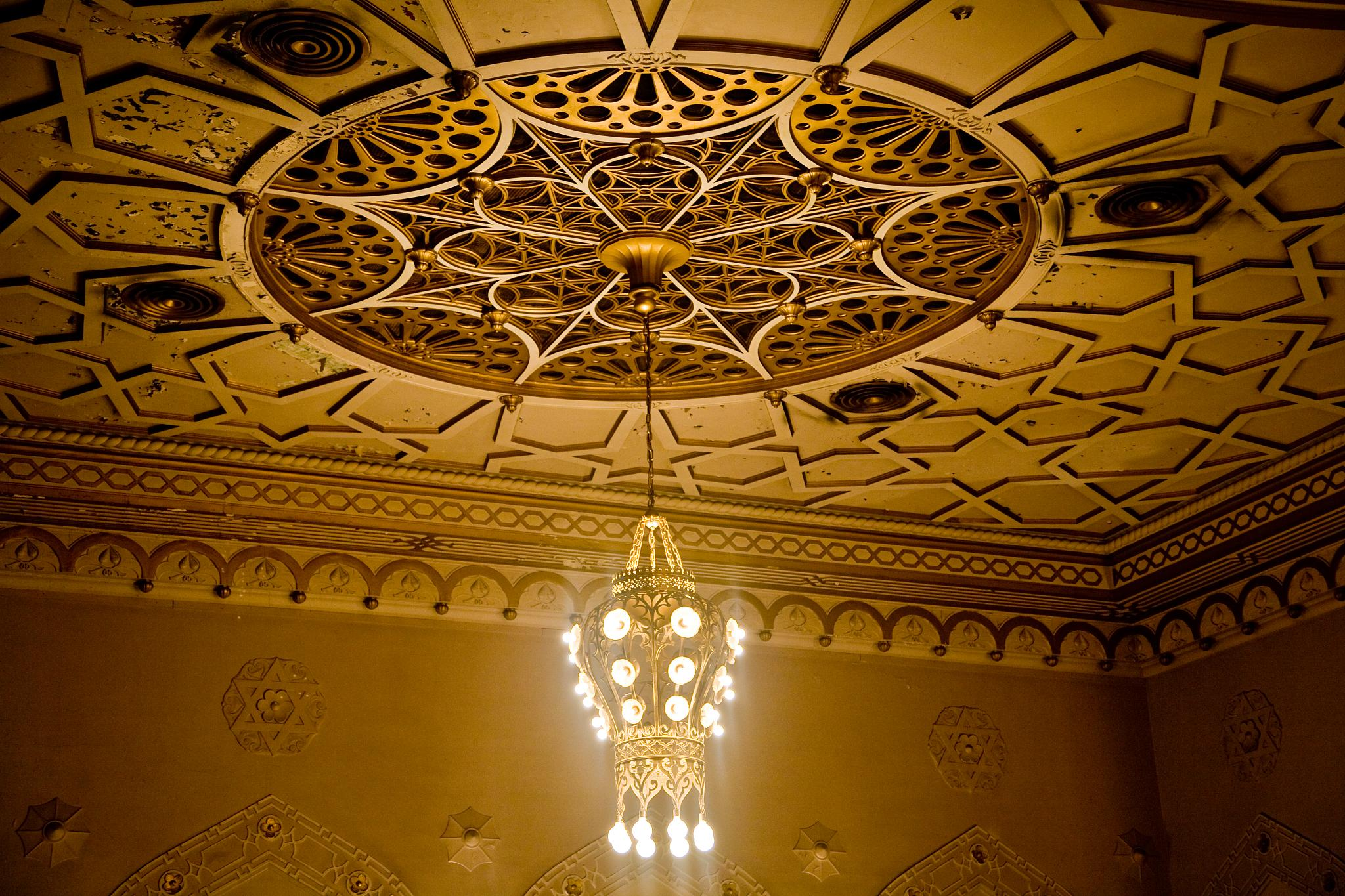
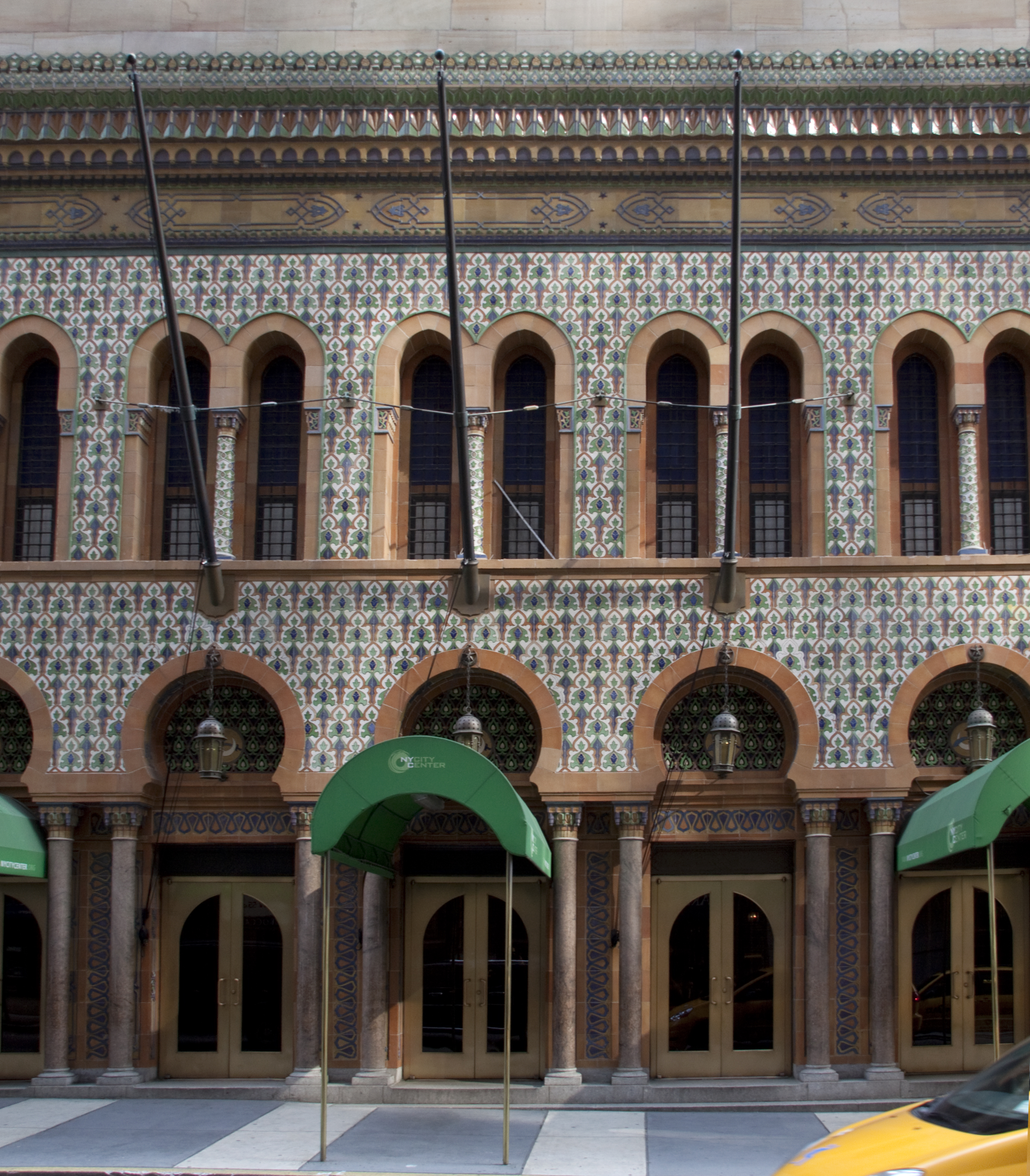